# Paryrias stygia
Paryrias stygia är en fjärilsart som beskrevs av George Francis Hampson 1926. Paryrias stygia ingår i släktet Paryrias och familjen nattflyn. Inga underarter finns listade i Catalogue of Life.